# Pieve di Sant'Andrea di Bigonzo
La pieve di Sant'Andrea di Bigonzo è un edificio sacro di Vittorio Veneto, situato in località Bigonzo, oggi unita a Serravalle, davanti a Villa Vicentini Breda Beretta, casa canonica della pieve.

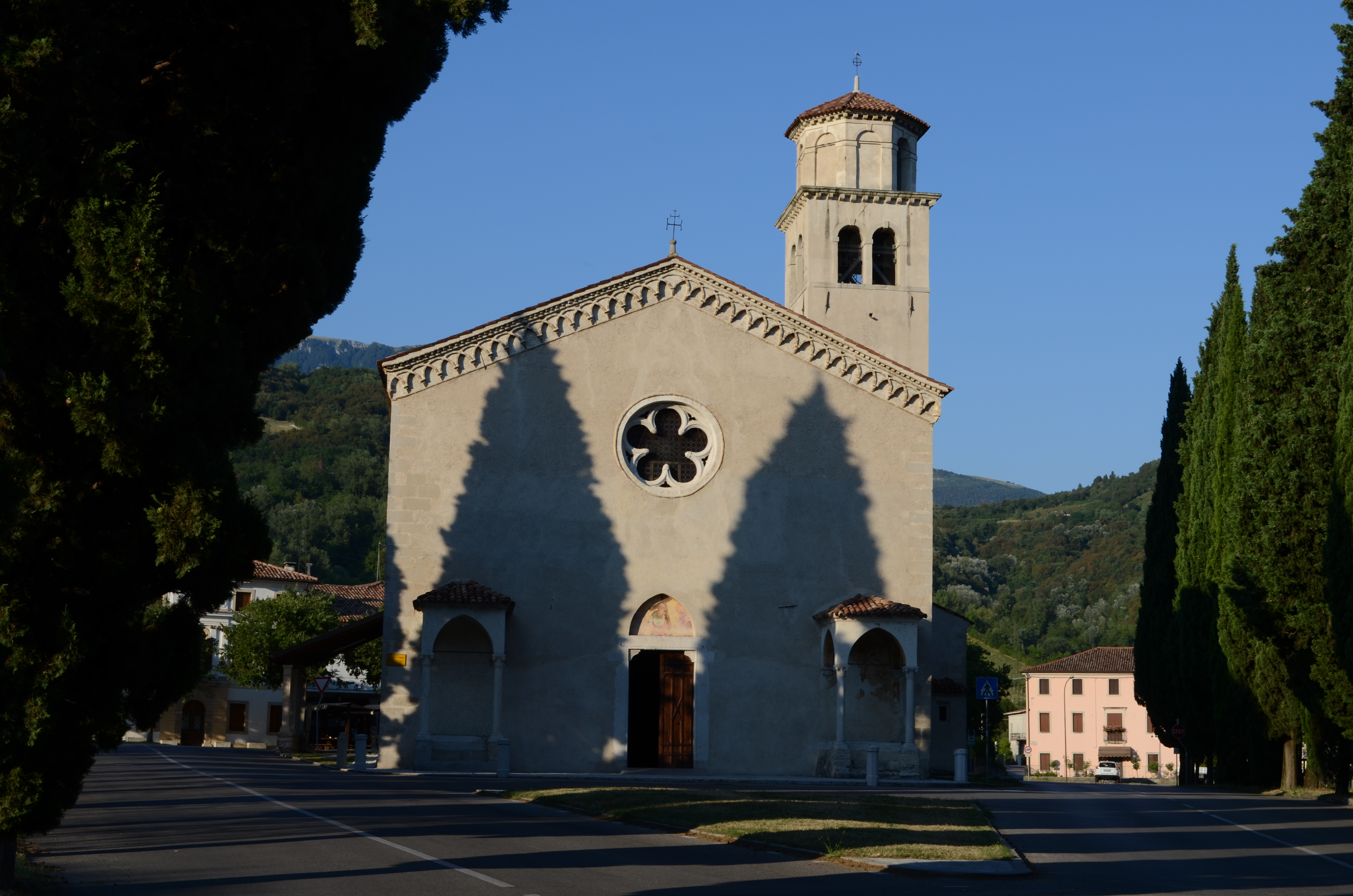
Pieve di Sant'Andrea di Bigonzo

## Storia
Sorta molto probabilmente su un precedente luogo di culto di origini paleocristiane, la pieve di Sant'Andrea è la chiesa più antica di Vittorio Veneto; dopo i restauri condotti dalla fondazione Cassamarca, è stata riportata alla luce una necropoli, le cui sepolture sono del X secolo, mentre alcune tracce di carbone risalgono addirittura al III secolo d.C. La chiesa era dunque già presente all'epoca della diocesi di Oderzo, alla cui sede era forse direttamente collegata tramite una strada.
Fu citata per la prima volta nel 1224 (è ricordata nel testamento di Gabriele II da Camino); riedificata in stile romanico, in sostituzione di una più antica, di cui restano all'interno le porte della sagrestia e del campanile ed il fonte battesimale, fu riconsacrata il 7 luglio 1303 e ancora nel 1486.
Tra il XV e XVI secolo furono ultimate le ricche decorazioni interne, a cui collaborarono artisti locali quali Antonio Zago, Iseppo da Cividale e Francesco da Milano. 
La potente pieve decadde gradualmente con la costruzione degli altri luoghi di culto che ne smembrarono il territorio. Il 21 novembre 1865 era ridotta a curazia e tornò ad essere parrocchia solo il 12 dicembre 1947.

## Descrizione

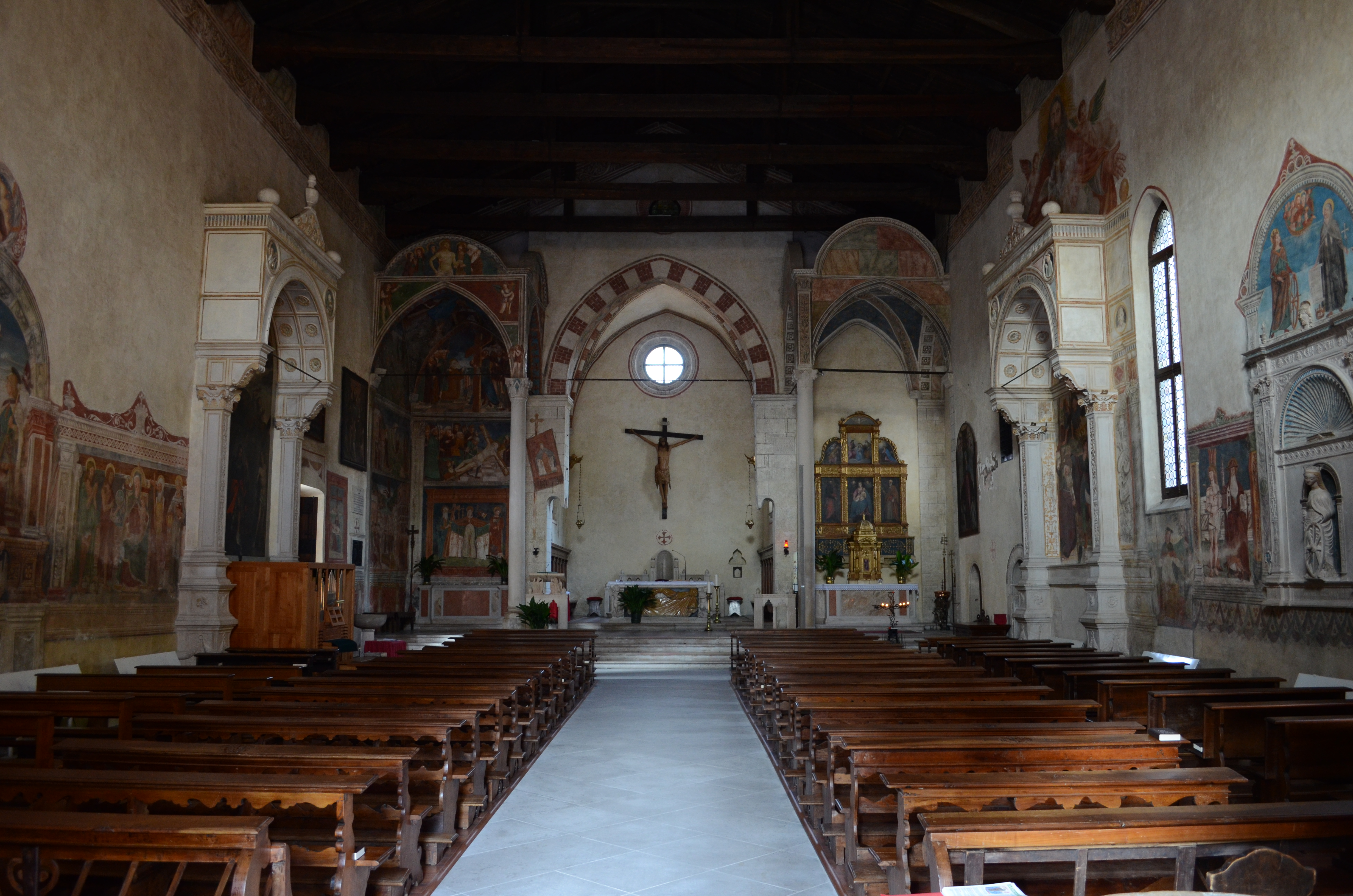
Interno

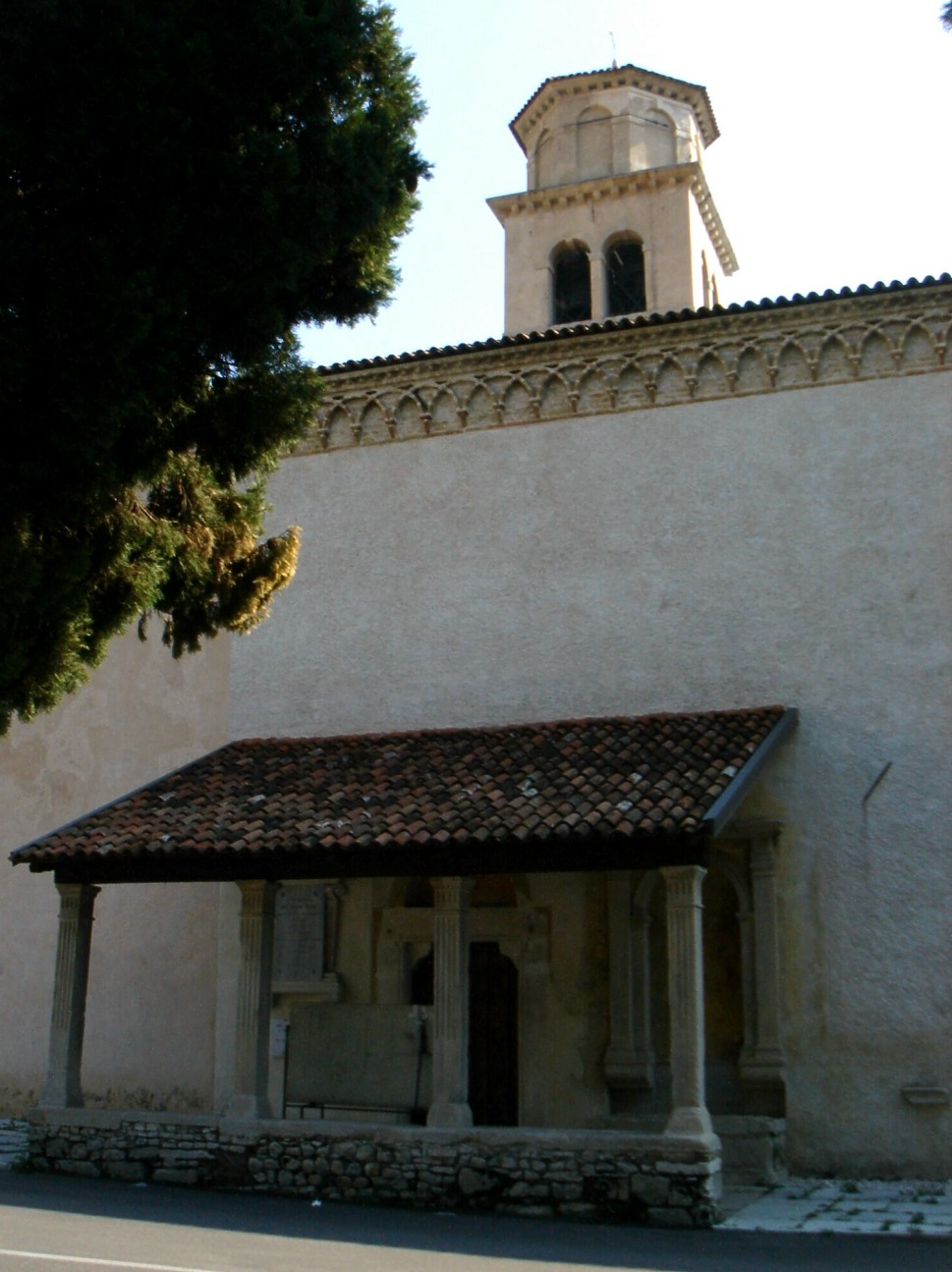
Ingresso laterale e campanile

La struttura dell'edificio è molto semplice, ad unica navata con l'abside rettangolare e, addossati sul lato sud, sagrestia e campanile.
La facciata a capanna, rivolta verso un lungo viale costeggiato da cipressi, ha un portale rettangolare sovrastato da una lunetta contenente un affresco rappresentante il santo; sopra, unica altra apertura, un grande rosone a cinque lobi, mentre la sommità è percorsa da un elegante cornicione.
Ai lati del portale sono presenti due piccole sporgenze a pianta quadrata, sostenute da colonnine ioniche e coperte da una volta a crociera affrescata; gli affreschi di quella di sinistra sono quasi totalmente cancellati, mentre in quella di destra rimane l'immagine di un crocifisso. 
Anche l'interno conserva numerosi affreschi di grande valore artistico, tra i quali spicca un ciclo sulla vita di Sant'Andrea, conservato nella cappella dei Battuti (edificio risalente al 1337). Su un'ancóna in pietra dipinta è una raffigurazione rinascimentale di Santa Caterina d'Alessandria.
Il campanile, anch'esso in stile romanico, ha la cella campanaria aperta da una bifora per lato.